# Krzysztof Byzdra
Krzysztof Byzdra (ur. 24 grudnia 1974 w Bydgoszczy) – polski lekkoatleta, specjalizujący się w biegach sprinterskich.

## Osiągnięcia
- Mistrzostwa Polski seniorów w lekkoatletyce
  - Piła 1996 – złoty medal w sztafecie 4 × 100 m, brązowy medal w biegu na 100 m
  - Bydgoszcz 1997 – złoty medal w sztafecie 4 × 100 m
  - Wrocław 1998 – złoty medal w sztafecie 4 × 100 m

- Puchar Europy w lekkoatletyce
  - Bergen 1996 – V m. w sztafecie 4 × 100 m
  - Malmö 1998 – III m. w sztafecie 4 × 100 m

## Rekordy życiowe
- bieg na 60 metrów
  - hala – 6,73 (Spała 1999)
- bieg na 100 metrów
  - stadion – 10,42 (Sopot 1998)
- bieg na 200 metrów
  - stadion – 21,27 (Białogard 1998)